# Yrjö Paakki
Yrjö Paakki, född 24 februari 1907 i Helsingfors, död (avrättad) 20 januari 1938 i Petrozavodsk, var en finländsk boxare. Han tävlade både för Finland och Sovjetunionen under sin karriär.
Paakki inledde sin boxningsbana för idrottsklubben Helsingin Jury i Finland. Han vann finländska Arbetarnas idrottsförbunds (AIF) mästerskap i Vasa 1926 i 51-kilosklassen.  Vid landskampen mellan Finland och Sovjetunionen 1927 vann Paakki sin viktklass. 1928 segrade han i flugvikt vid spartakiaden i Moskva. Vid det tillfället tävlade han för den kommunistiska fraktionen inom AIF men lämnade kort därpå idrottsförbundet.
1931 kom han trea i 53,5-kilosklassen vid AIF:s mästerskap i Viborg.
Paakki begav sig till Sovjetunionen 1933 och tog arbete som snickare och boxarinstruktör i Petrozavodsk. I mars 1937 var Paakki en av Karelens representanter vid brottar- och boxartävlingen mellan Karelska ASSR och Nizjnij Novgorod. I augusti 1937 deltog han i allkarelska brottar- och boxarmästerskapen.
Paakki arresterades under stora utrensningen den 15 december 1937 och dömdes till döden för kontrarevolutionär verksamhet den 7 januari 1938. Han arkebuserades den 20 januari.
Paakki frikändes postumt från domen 1989.